# Larissa (maan)
Larissa is een maan van Neptunus. De maan is in 1981 ontdekt door H. Reitsema, W. Hubbard, L. Lebofsky en D. Tholen. Larissa is genoemd naar de dochter van Pelasgus uit de Griekse mythologie.
Triton · Naiad · Thalassa  · Despina · Nereïde · Galatea · Larissa · Proteus · Halimede · Sao · Hippocampus · Laomedeia · Psamathe · Neso